# Quitéria de Jesus Gonçalves Pinto da Silva
Quitéria de Jesus Gonçalves Pinto da Silva (Montalegre, 20 de maio de 1911 — Cascais, 2 de Janeiro de 2005), geralmente abreviada para Q.J.P.Silva, foi uma botânica e palinóloga portuguesa.
Obteve uma licenciatura em Ciências Biológicas pela Facultade de Ciências da Universidade do Porto. A partir de 1942 desenvolveu actividades de curadoria e académicas no Herbário da Estação Agronómica Nacional.

## Algumas publicações
- quitéria g. pinto da Silva. 1966. Análise polínica do ar no Porto. Sep. O Médico 15: 24 pp.

- ------------------------------------. 1965. Ferns and flowering plants of the azores : collected in May-July 1964 during an excursion directed by Prof. Pierre Dansereau. Sep. Agron. Lusitana 36: 5-94

- ------------------------------------. 1956. Le contenu pollinique de l'air à Lisbonne. Sep. Agron. Lusitana 17: 6-16